# S/2004 S 12
S/2004 S 12 es un satélite natural de Saturno. Su descubrimiento fue anunciado por Scott S. Sheppard, David C. Jewitt, Jan Kleyna y Brian G. Marsden el 4 de mayo de 2005, a partir de observaciones tomadas entre el 12 de diciembre de 2004 y el 9 de marzo de 2005.
S/2004 S 12 tiene alrededor de 5 kilómetros de diámetro y orbita Saturno a una distancia media de 19.906.000 kilómetros en 1048,541 días, con una inclinación orbital de 162° con respecto a la eclíptica (162º con respecto al ecuador de Saturno), en sentido retrógrado y con una excentricidad orbital de 0,396.